# Tipula secalis
Tipula secalis är en tvåvingeart som först beskrevs av Clas Bjerkander 1779.  Tipula secalis ingår i släktet Tipula, ordningen tvåvingar, klassen egentliga insekter, fylumet leddjur och riket djur. Inga underarter finns listade i Catalogue of Life.